# کریستف شاینر
 کریستف شاینر (آلمانی: Christoph Scheiner؛ زاده ۲۵ ژوئیهٔ ۱۵۷۳ درگذشته ۱۸ ژوئیهٔ ۱۶۵۰) یک فیزیک‌دان و ستاره‌شناس اهل آلمان بود.